# Tresteg för herrar i friidrott vid olympiska sommarspelen 1972
Tresteget hinder för herrar vid olympiska sommarspelen 1972 i München avgjordes 3-4 september. 

## Medaljörer
| Gren    | Guld                           | Guld    | Silver                     | Silver  | Brons                        | Brons   |
| Tresteg | Viktor Sanejev · Sovjetunionen | 17,35 m | Jörg Drehmel · Östtyskland | 17,30 m | Nelson Prudêncio · Brasilien | 17,05 m |

## Resultat

### Kval
| Totalt | Hoppare             | Nationalitet    | Grupp | Mark  | 1     | 2     | 3     |
| ------ | ------------------- | --------------- | ----- | ----- | ----- | ----- | ----- |
| 1      | Viktor Sanejev      | Sovjetunionen   | B     | 16.85 | 16.85 | -     | -     |
| 2      | Jörg Drehmel        | Östtyskland     | A     | 16.57 | 16.57 | -     | -     |
| 3      | Mansour Dia         | Senegal         | A     | 16.55 | 16.55 | -     | -     |
| 4      | Carol Corbu         | Rumänien        | A     | 16.51 | 15.59 | 15.92 | 16.51 |
| 5      | Toshiaki Inoue      | Japan           | A     | 16.49 | 16.01 | 16.19 | 16.49 |
| 6      | Michał Joachimowski | Polen           | B     | 16.43 | 16.43 | -     | -     |
| 7      | Nélson Prudêncio    | Brasilien       | B     | 16.42 | X     | X     | 16.42 |
| 8      | Kristen Fløgstad    | Norge           | A     | 16.41 | X     | 16.41 | -     |
| 9      | Samuel Igun         | Nigeria         | A     | 16.33 | 15.19 | X     | 16.33 |
| 10     | John Craft          | USA             | B     | 16.32 | 15.78 | 16.09 | 16.32 |
| 11     | Mikhail Bariban     | Sovjetunionen   | A     | 16.26 | 16.09 | 16.12 | 16.26 |
| 12     | Bernard Lamitié     | Frankrike       | A     | 16.24 | 16.24 | -     | -     |
| 13     | Gábor Katona        | Ungern          | B     | 16.19 | 16.19 | 15.43 | 14.89 |
| 14     | Kosei Gushiken      | Japan           | B     | 16.19 | 16.19 | X     | X     |
| 15     | Gennady Bessonov    | Sovjetunionen   | A     | 16.18 | 16.10 | 15.95 | 16.18 |
| 16     | Giuseppe Gentile    | Italien         | B     | 16.04 | 15.79 | X     | 16.04 |
| 17     | Esa Rinne           | Finland         | A     | 15.98 | 15.49 | 15.98 | 15.76 |
| 18     | Václav Fišer        | Tjeckoslovakien | B     | 15.96 | 15.96 | 15.75 | 15.75 |
| 19     | Heinz-Günter Schenk | Östtyskland     | B     | 15.91 | 15.54 | 15.91 | 15.41 |
| 20     | Mick McGrath        | Australien      | A     | 15.90 | 15.40 | 15.90 | 15.32 |
| 21     | Johnson Amoah       | Ghana           | A     | 15.84 | 15.79 | 15.69 | 15.84 |
| 22     | Abraham Munabi      | Uganda          | B     | 15.82 | 14.74 | 15.82 | X     |
| 23     | Moise Pomaney       | Ghana           | B     | 15.72 | 15.72 | 15.18 | 15.31 |
| 24     | Pedro Pérez         | Kuba            | B     | 15.72 | 15.72 | 14.85 | X     |
| 25     | Milan Spasojević    | Jugoslavien     | A     | 15.69 | 15.63 | 15.69 | 13.33 |
| 26     | Yukito Muraki       | Japan           | A     | 15.59 | 15.53 | 15.59 | X     |
| 27     | Tim Barrett         | Bahamas         | B     | 15.51 | 15.51 | 15.43 | X     |
| 28     | Wilfredo Maisonave  | Puerto Rico     | B     | 15.38 | 14.07 | 14.77 | 15.38 |
| 29     | Art Walker          | USA             | B     | 15.29 | X     | 15.29 | X     |
| 30     | Patrick Onyango     | Kenya           | B     | 14.74 | X     | X     | 14.74 |
| 31     | Chen Ming-Chi       | Republiken Kina | B     | 14.73 | X     | 14.73 | 14.11 |
| 32     | Dave Smith          | USA             | A     | 14.55 | X     | 14.55 | X     |
| 33     | Ghazi Saleh Marzouk | Saudiarabien    | A     | 13.82 | 13.82 | 13.41 | 13.51 |
| 34     | Martin Matupi       | Malawi          | A     | 13.57 | 13.57 | X     | 13.34 |
| -      | Henry Jackson       | Jamaica         | A     | NM    | X     | X     | X     |
| -      | Mohinder Singh Gill | Indien          | A     | NM    | X     | X     | X     |
| -      | Martin Adouna       | Togo            | B     | DNS   | -     | -     | -     |
| -      | Chodoton            | Dahomey         | B     | DNS   | -     | -     | -     |

### Final
| Totalt | Hoppare             | Nationalitet  | Mark  | 1     | 2     | 3     | 4     | 5     | 6     |
| ------ | ------------------- | ------------- | ----- | ----- | ----- | ----- | ----- | ----- | ----- |
| 1      | Viktor Sanejev      | Sovjetunionen | 17.35 | 17.35 | 16.71 | 17.19 | X     | 16.98 | X     |
| 2      | Jörg Drehmel        | Östtyskland   | 17.31 | X     | 17.02 | X     | X     | 17.31 | 15.34 |
| 3      | Nélson Prudêncio    | Brasilien     | 17.05 | 16.87 | 16.61 | 16.35 | 16.88 | X     | 17.05 |
| 4      | Carol Corbu         | Rumänien      | 16.85 | 16.62 | 16.85 | 16.40 | X     | 13.72 | X     |
| 5      | John Craft          | USA           | 16.83 | 16.77 | 16.75 | 16.83 | 16.26 | X     | X     |
| 6      | Mansour Dia         | Senegal       | 16.83 | 16.77 | 16.83 | X     | X     | 16.15 | X     |
| 7      | Michał Joachimowski | Polen         | 16.69 | 16.69 | X     | 14.62 | 14.98 | X     | X     |
| 8      | Kristen Fløgstad    | Norge         | 16.44 | X     | 16.44 | X     | X     | 15.97 | X     |
| 9      | Mikhail Bariban     | Sovjetunionen | 16.30 | X     | 16.30 | 15.96 |       |       |       |
| 10     | Bernard Lamitié     | Frankrike     | 16.27 | 16.22 | 15.88 | 16.27 |       |       |       |
| 11     | Samuel Igun         | Nigeria       | 16.03 | X     | 15.79 | 16.03 |       |       |       |
| 12     | Toshiaki Inoue      | Japan         | 15.88 | 15.88 | X     | X     |       |       |       |